# Jaluiticola hesslei
Jaluiticola hesslei là một loài nhện trong họ Salticidae.
Loài này thuộc chi Jaluiticola. Jaluiticola hesslei được Carl Friedrich Roewer miêu tả năm 1944.